# ZC3H12A
ZC3H12A‏ (Zinc finger CCCH-type containing 12A) هوَ بروتين يُشَفر بواسطة جين ZC3H12A في الإنسان.